# Еквівалентність фондового ринку
Європейський Союз надає еквівалентність фондового ринку тим державам, чиї фондові ринки вважаються «еквівалентними» ринкам держав ЄС. 3 січня 2018 року ЄС імплементував «Директиву про ринки фінансових інструментів II» (розмовно відому як «MiFID II»), яка вимагала від усіх європейських інвестиційних компаній і трейдерів торгувати акціями компанії, зареєстрованої в ЄС, на фондовій біржі в межах в ЄС або еквівалентній біржі третьої держави. Щоб отримати еквівалентність, торговельні майданчики відповідної країни повинні мати високий рівень захисту інвесторів і надійні механізми боротьби з інсайдерською торгівлею. Основною метою цього заходу є захист інтересів інвесторів, що базуються в ЄС. Аналітики назвали його піонером фінансового регулювання з потенціалом реструктуризації глобальної фінансової системи. Станом на 17 листопада 2023 року лише три юрисдикції отримали еквівалентність: Сполучені Штати Америки, Австралія та Гонконг. Швейцарії також було надано еквівалентність, але лише тимчасово, і на початку травня 2019 року ЄС оголосив, що не буде продовжувати еквівалентність для Швейцарії після 1 липня 2019 року. Це було частиною ширшої торгової суперечки між Швейцарією та ЄС.

## Передумови
У результаті фінансової кризи 2007 року виявилася вразливість у прозорості фінансових ринків у всьому світі. MifID I, який був запроваджений у 2007 році, виявився недостатнім для забезпечення безпеки інвесторів ЄС. Після фінансової кризи Європейська комісія хотіла дотримуватись стандартів прозорости та підзвітности фондових ринків, інвестиційних фірм, банків, брокерів та різноманітних інвестиційних фондів у всьому світі, які були встановлені для суб’єктів господарювання в ЄС. Багато аналітиків вважали, що фінансову кризу прискорили великі розбіжности, які існували в нормативних базах різних юрисдикцій. Тому уряди, центральні банки та органи фінансового регулювання в усьому світі вирішили узгодити свої правила та норми, щоб запобігти недобросовісним організаціям і особам від використання фінансової системи, і таким чином забезпечити захист інвесторів. MifiD II було розроблено з метою усунення цих лазівок, і еквівалентність фондового ринку відіграє важливу роль у досягненні цієї мети.
Європейська комісія офіційно ухвалила пропозиції щодо MiFID II 20 жовтня 2011 року. Цей законодавчий акт складався з низки заходів щодо оновлення та зміцнення фінансової нормативно-правової бази ЄС. Стаття 23 цієї директиви містить положення про еквівалентність фондового ринку.

## Огляд
Стаття 23 MiFID II зобов’язувала європейські інвестиційні фірми та трейдери торгувати акціями компанії, зареєстрованою в будь-якій із країн-членів ЄС, на фондовому ринку в ЄС або на еквівалентному торговому місці третьої країни.  Це також відоме як «торговий мандат» або «Зобов’язання щодо торгівлі акціями». Цей мандат поширюється на всі акції, допущені до торгів на регульованому ринку або біржі в ЄС. Це зобов’язання також поширюється на багатосторонні торгові системи (MTF). Подібні рішення щодо еквівалентності були прийняті Європейською комісією щодо страхування, кредитного рейтингу та аудиту, серед інших сфер. 

## Процедура надання еквівалентності
Європейська комісія оцінює законодавчу та наглядову систему третьої країни, щоб прийняти рішення про еквівалентність. Він робить це за порадами трьох європейських наглядових органів . Комісія ґрунтує цей процес оцінки на підході, що ґрунтується на пропорційності та оцінці ризику. Потім він засвідчує відповідність третьої країни критеріям еквівалентності. Ці критерії застосовуються пропорційно виявленим ризикам. Незважаючи на те, що в центрі уваги рішення про еквівалентність знаходяться ризики, інші фактори також враховуються. 

## Критерії надання еквівалентності
Щоб прийняти рішення щодо еквівалентності, ЄК розглядає чотири фактори. По-перше, чи мають ринки ефективний дозвіл, нагляд і правозастосування на постійній основі. По-друге, чи існують на ринках чіткі та прозорі правила щодо цінних паперів, щоб цінні папери торгувалися чесно, ефективно та вільно оберталися. По-третє, чи поширюються на емітентів цінних паперів вимоги до інформації для забезпечення високого рівня захисту інвесторів. По-четверте, чи існує запобігання зловживанню ринком через інсайдерські операції та маніпулювання ринком.

## Занепокоєння та критика
Вимога щодо торгівлі акціями, облігаціями, борговими зобов’язаннями, деривативами тощо лише на майданчиках, дозволених ЄС, створює потенційну проблему для торговців та інвестиційних компаній. Наприклад, якби європейські та американські органи влади не прийняли рішення про еквівалентність, європейські інвестиційні фірми не змогли б брати участь в американських ринках, навіть якщо вони набагато ліквідніші, ніж європейські. Без будь-якого рішення щодо еквівалентності менеджери фондів у ЄС були б змушені торгувати акціями таких компаній, як материнська компанія Google, Alphabet і Amazon, через їхній менш ліквідний лістинг у Франкфурті, а не через основний лістинг на Nasdaq у Нью-Йорку. Це регулювання, таким чином, призвело до більшої складності, яку потрібно було вирішити шляхом прийняття рішень про еквівалентність до впровадження MifiD II. Крім того, після формулювання MifiD II багато інвестиційних компаній вирішили припинити торгівлю на ринках ЄС через низький рівень ліквідності. Це призвело до зменшення обсягів торгів. Європейська комісія поклала край більшості цим занепокоєнням, надавши еквівалентність фондовим біржам у США, Гонконгу та Австралії. Ці рішення щодо еквівалентності дозволили європейським інвестиційним компаніям отримувати ліквідність у подвійних акціях за межами ЄС. Сильним противником MifiD II був уряд Сполученого Королівства. Ця опозиція випливала з політичних міркувань. Однією з проблем є те, що Європейська комісія вважає еквівалентними лише країни, а не окремі фірми. Після Brexit Сполучене Королівство стане третьою країною, якій необхідно буде надати еквівалентність, щоб продовжувати торгівлю з ЄС. Через невизначеність, яка оточує Brexit, британським компаніям, які надають послуги з надання фінансових послуг, доведеться чекати, поки Великобританія отримає позитивну оцінку від Комісії, перш ніж вони зможуть використовувати механізм еквівалентності.

## Суперечка між Швейцарією та ЄС
У грудні 2017 року, визначаючи рішення щодо еквівалентності для різних країн, ЄК вирішила, що швейцарські біржі вважатимуться еквівалентними лише протягом одного року, на відміну від необмеженої еквівалентності, яку отримали США, Гонконг та Австралія. Цей термін було продовжено на шість місяців у грудні 2018 року. Але в травні 2019 року ЄС оголосив, що не буде продовжувати еквівалентність для Швейцарії. Оскільки акції найбільших швейцарських компаній торгуються в Швейцарії, а також на європейських біржах, скасування статусу еквівалентності Швейцарії фактично заборонило б інвестиційним компаніям ЄС торгувати цими акціями на фондових ринках Швейцарії. Це могло спричинити обвал участі європейських інвесторів на швейцарській фондовій біржі. Щоб запобігти цьому, уряд Швейцарії заборонив торгівлю акціями швейцарських компаній, зареєстрованих у Швейцарії, на будь-якій біржі ЄС. Тепер, коли вони не торгуються на біржах в ЄС, обмеження Mifid II більше не застосовуються до швейцарських акцій. Це означає, що інвестиційні компанії ЄС більше не зобов’язані торгувати ними на ринках ЄС. Усе це є частиною більшої проблеми між двома сторонами. Економічні відносини між Швейцарією та ЄС регулюються приблизно 120 різними двосторонніми угодами. Це робить більшу частину єдиного ринку ЄС доступною для швейцарського бізнесу. Але ЄС хоче замінити цю домовленість новою рамковою угодою. Мета – спростити відносини між Швейцарією та ЄС. Проєкт нової угоди вже існує, але швейцарська сторона спочатку вирішила провести публічні консультації, а нещодавно звернулася за роз'ясненнями. Розчарований такою затримкою, ЄС дозволив швейцарським фондовим ринкам втратити статус еквівалентності.